# باول مورينو (سياسي)
باول مورينو (بالإنجليزية: Paul Moreno)‏ هو سياسي أمريكي، ولد في 1932، وتوفي في 1 سبتمبر 2017. حزبياً، نشط في الحزب الديمقراطي. وقد انتخب عضو مجلس نواب تكساس.